# Bisancora rutriformis
Bisancora rutriformis is een steenvlieg uit de familie groene steenvliegen (Chloroperlidae). De wetenschappelijke naam van de soort is voor het eerst geldig gepubliceerd in 1981 door Surdick.